# 海水倒灌
海水入侵（seawater intrusion）亦稱鹽水入侵（salt water intrusion），俗稱海水倒灌，是指海水經地表到達陸地的水文現象，普遍出現於沿海低漥地區。其成因主要是與地層下陷與潮汐有關。颱風季節或豪雨時亦很容易引發海水倒灌。
海水倒灌現象一般只在內河入海口處發生，可引發鹹潮現象，威脅河流淡水水質。隨著全球海平面的上升，海水倒灌勢必越來越嚴重，所帶來的可能是沿海地區土壤惡化腐蝕和淡水鹽鹼化等問題。

## 原理

Ghyben-Herzberg 關係

海水倒灌是沿海河口常見的水文現象。一般來說，內河水位與海水水位是沒落差的。但如果落差存在，海潮水位就可能高過內河水位。漲潮時，海水水位會升高，當其高度超過了內河水位，海水就會入侵直到水位高過海潮的河段（即倒灌）。內河進了海水，鹽度上升，就引起鹹潮現象。如內河入海口上游為平原，地勢落差不大，而內河水位較低，鹹潮便會溯河而上，海水往上入侵到內河很近的距離。如風向與海潮方向一致，更可擴大海水倒灌的影響範圍。